# Спирс, Рональд
Рональд С. Спирс (англ. Ronald C. Speirs; 20 апреля 1920, Эдинбург, Шотландия, Великобритания — 11 апреля 2007, Сент-Мари, Монтана, США) — американский офицер, участник Второй мировой войны в составе 2-го батальона, 506-го парашютного полка, 101-й воздушно-десантной дивизии. Также служил в Корее, где командовал стрелковой ротой, а затем стал американским офицером связи тюрьмы Шпандау в Берлине. Широкую известность получил благодаря телесериалу «Братья по оружию».

## Биография

### Ранние годы
Рональд Спирс родился 20 апреля 1920 года в городе Эдинбург, Шотландия, Великобритания, где провёл всего четыре года. 25 декабря 1924 года, вместе с семьёй эмигрировал в Соединённые Штаты, а именно в Бостон, штат Массачусетс. В средней школе проходил военную подготовку, что привело его к военной комиссии в качестве второго лейтенанта. После того, как Соединённые Штаты вступили в войну с Японией, Спирс вызвался в парашютный десант, и был направлен в лагерь «Таккоа», командиром взвода в роту «D» («Dog»), 2-го батальона, 506-го парашютного полка, который позже примкнул в состав 101-й воздушно-десантной дивизии. В конце 1943 года вместе с дивизией был переправлен в Англию для прохождения подготовки ко вторжению во Францию.

### Вторжение во Францию
6 июня 1944 года вместе с ротой «D» высадился на территории Нормандии, где после приземления быстро нашёл других бойцов роты. Он собрал небольшую группу для оказания помощи группе лейтенанта Ричарда Уинтерса при штурме поместья Брекур, где они захватили четвёртую 105-мм гаубицу.
Ночью 6 июня 1944 года взвод Спирса переместился на позиции вместе с другими взводами, так как рота должна была вступить в бой, который должен был начаться утром следующего дня. Утром 7 июня был скоординирован огневой вал в поддержку наземного штурма перед наступлением. Именно тогда рядовой Арт ДиМарцио, который также упоминается в книге «Beyond Band of Brothers», стал очевидцем события. Он заявил, что замещающий сержант не подчинился прямому приказу в боевой обстановке, тем самым поставив под угрозу жизни других солдат в роте. По словам ДиМарцио, Спирс, командующий 2-м взводом роты «D» (Dog), получил приказ остановить атаку на Сен-Ком-дю-Мон и удерживать позицию, пока штаб полка координирует непрерывный заградительный обстрел пятнадцати целей в районе Сен-Ком-дю-Мон. Был отдан приказ удерживать позицию, который был передан по всей линии, но сержант отказался подчиниться, желая броситься вперед и вступить в бой с немцами. ДиМарцио, который лежал в укрытии рядом с сержантом, заявил, что тот был пьян. Тогда Спирс снова отдал ему приказ удерживать позицию. Увидев что сержант слишком пьян, чтобы выполнять свои обязанности, Спирс приказал ему отойти в тыл. Сержант отказался и стал тянуться за винтовкой. Спирс ещё раз предупредил сержанта, который теперь уже нацелил свою винтовку на Спирса. Арт ДиМарцио говорит, что тогда он видел, как Спирс застрелил сержанта в целях самообороны. Весь взвод также был свидетелем происшествия. Лейтенант Спирс немедленно сообщил об инциденте своему командиру, капитану Джерру С. Гроссу. ДиМарцио говорил, что капитан Гросс прибыл на место происшествия и, получив всю информацию, счел это оправданной самообороной. На следующий день капитан Гросс был убит в бою, и инцидент так и не был расследован.

### Операция «Маркет Гарден» и Бастонское сражение
После высадки в Нормандии, Спирс с ротой «D» были отправлены в Голландию для поддержки роты «E» (Easy) в Голландской операции. После провала операции в Голландии, Спирс участвовал в осаде города Бастонь, где при штурме города Фой, командовал ротой «E» из-за плохого руководства лейтенанта Нормана Дайка. Во время штурма Спирс не только привёл роту «E» к победе, но и передал приказ роте «I» (Item), которые находились в тылу города, при этом напрямик перебежал немецкие позиции и вернулся той же дорогой.

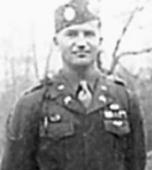
В Бастони, конец 1944/начало 1945 года.

Позже, Уинтерс оценил Спирса как одного из лучших боевых офицеров в батальоне. В своих мемуарах он писал, что Спирс упорно трудился, чтобы заслужить репутацию убийцы и часто убивал бойцов за шок. Уинтерс заявил, что Спирс однажды утверждал, что убил шесть немецких военнопленных из пистолета-пулемёта Томпсон, и что руководству батальона известно об этих обвинениях, но оно предпочло проигнорировать обвинения из-за насущной необходимости сохранить квалифицированных боевых лидеров. Уинтерс пришёл к выводу, что в сегодняшней армии Спирс был бы обвинён Военным трибуналом в зверствах, но в то время офицеры вроде Спирса были слишком ценными, потому что они не боялись нападать на врага.
Несмотря на то, что Спирс после победы над Германией мог отправиться домой, он предпочёл остаться с ротой «E». Но Япония сдалась до того как Спирс и рота «E» были переведены на Тихоокеанский театр военных действий.

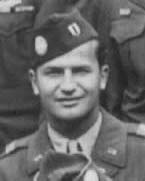
В Австрии, 1945 год.

### Корейская война
Спирс вернулся в Соединённые Штаты и решил остаться в армии. Во время Корейской войны командовал стрелковой ротой. 23 марта 1951 года он участвовал в операции «Томагавк», в ходе которой он парашютировал в Мунсан (известный как Мунсан-ни во время войны) с другими солдатами его подразделения (187-я полковая боевая группа). Первоначальная миссия его батальона состояла в том, чтобы обеспечить безопасную зону высадки, которая была достигнута, и при выполнении которой были убиты и ранены от 40 до 50 солдат противника.

### Служба в тюрьме Шпандау
После войны в Корее Спирс посещал курсы русского языка и был назначен офицером связи с Красной армией, которая располагалась в Потсдаме в Восточной Германии. В 1958 году стал начальником тюрьмы Шпандау в Берлине, где отбывали наказание видные нацисты, такие как Рудольф Гесс. Заключённый Альберт Шпеер упоминает в своей книге «Spandau: The Secret Diaries», «упрямого, раздражающего американского коменданта», позже этот человек был идентифицирован как Спирс.

### Участие в гражданской войне в Лаосе
В 1962 году Спирс был членом американской миссии в Королевской армии Лаоса, где он служил в качестве офицера по подготовке в мобильной тренировочной группе (МТТ) для операции «Белая звезда», которая тогда управлялась Консультативной группой по военной помощи в Лаосе (MAAG Лаос).

### Поздние годы
Его последнее назначение в армии было офицером по планированию в Пентагоне. Он вышел в отставку в звании подполковника в 1964 году.

## Семья
20 мая 1944 года, Спирс женился на Маргарет Гриффитс, с которой познакомился во время службы в Уилтшире, Англия. Она была членом Британского Женского вспомогательного территориального корпуса. В их браке родился сын Роберт, который вырос и стал подполковником в британской армии.
В 1992 году в книге Стивена Е. Эмброуза «Band of Brothers» утверждалось, что жена Спирса оставила его и вернулась к своему первому мужу, который, как она думала, умер во время войны. Спирс опроверг это утверждение. В письме Ричарду Уинтерсу в 1992 году Спирс писал, что его первая жена просто не хотела переезжать с ним в Америку и уезжать от своей семьи в Англии. Он также заявил, что его жена никогда не была вдовой и что он всегда любил ее.

## Награды
| Значок боевого пехотинца                |
| Значок парашютиста с 3 боевыми прыжками |

| | Серебряная звезда                                                                                        |
| | Орден «Легион почёта»                                                                                    |
| Бронзовый пучок дубовых листьев · Бронзовый пучок дубовых листьев                                   | Бронзовая звезда с двумя дубовыми листьями                                                               |
| Бронзовый пучок дубовых листьев · Бронзовый пучок дубовых листьев · Бронзовый пучок дубовых листьев | Пурпурное сердце с тремя дубовыми листьями                                                               |
| | Медаль за похвалу                                                                                        |
| Бронзовый пучок дубовых листьев                                                                     | Президентская медаль с одним дубовым листом                                                              |
| | Медаль «За Американскую кампанию»                                                                        |
| Наконечник · Бронзовая звезда за службу · Бронзовая звезда за службу · Бронзовая звезда за службу   | Медаль «За Европейско-африканско-ближневосточную кампанию» с тремя звездами службы и наконечником стрелы |
| | Медаль Победы во Второй мировой войне                                                                    |
| | Медаль «За службу в оккупационной армии»                                                                 |
| Бронзовая звезда за службу                                                                          | Медаль «За службу национальной обороне» со звездой службы                                                |
| | Военный крест с пальмовой ветвью                                                                         |
| | Медаль Освобождённой Франции                                                                             |
| | Медаль «За службу в Корее»                                                                               |
| | Медаль Корейской военной службы                                                                          |
| | Медаль Организации Объединённых Наций в Корее                                                            |
| | Благодарность президента Республики Корея                                                                |
| | Орден «Хилал-е-Пакистан»                                                                                 |